# Fanny Hill

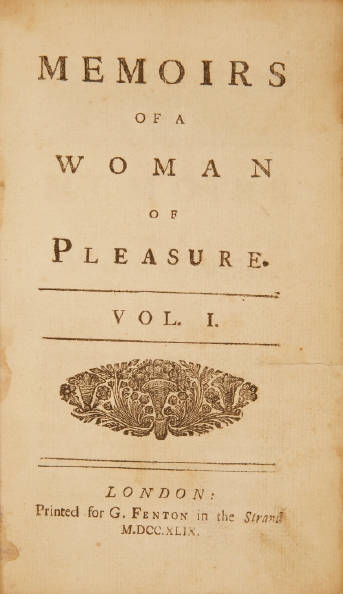
Titelblatt der ersten Ausgabe (1749)

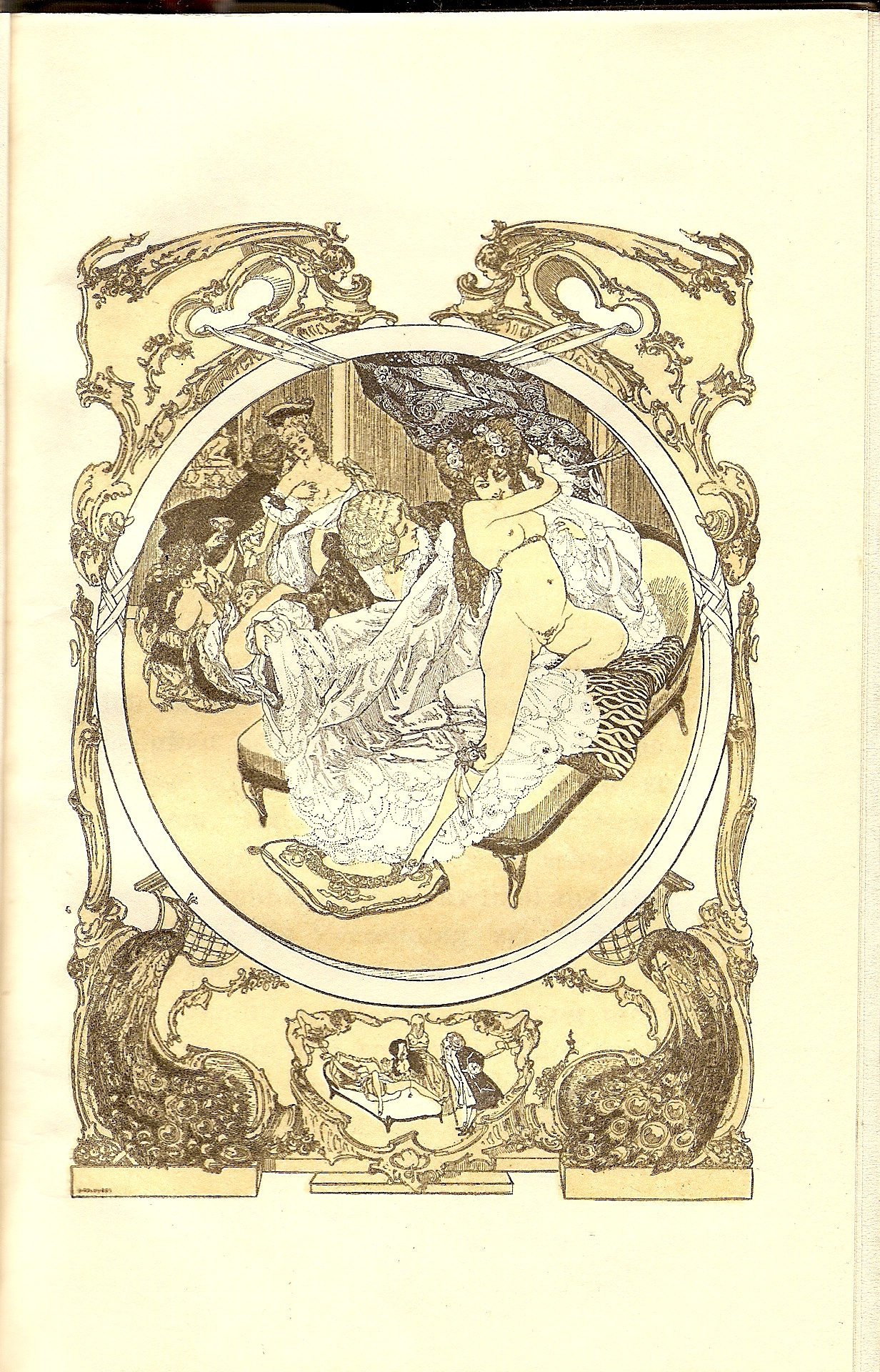
Illustration von Franz von Bayros (1906)

Fanny Hill, im englischen Original mit dem Titel Memoirs of a Woman of Pleasure, ist ein erotischer Briefroman von John Cleland, der zuerst 1749 in London erschien.

## Entstehung und Zensurgeschichte
Cleland schrieb das Buch im Londoner Schuldnergefängnis. Nach der Veröffentlichung des Buches brach ein breiter öffentlicher Aufruhr (Eklat) los; die anglikanische Kirche forderte „die weitere Verbreitung dieses abscheulichen Buches zu beenden, das eine offene Beleidigung der Religion und der guten Sitten ist“ (“to stop the progress of this vile Book, which is an open insult upon Religion and good manners”). Das Buch wurde verboten und Cleland, mittlerweile aus dem Schuldnergefängnis entlassen, wieder unter Arrest gestellt. Es kam auch zu heimlichen Veröffentlichungen in den USA, Fanny Hill wurde 1821 dort wegen Obszönität verboten. Erst 1966 hob der Oberste Gerichtshof der Vereinigten Staaten dieses Verbot wieder auf.
In Australien darf das Buch bis heute nicht verkauft werden.
Eine erste, anonyme deutsche Übersetzung von Clelands Briefroman erschien bereits 1791 mit fingiertem Verlags- und Erscheinungsort; doch wird oft die von Erich Feldhammer besorgte, 1906 im Verlag von C. W. Stern mit Illustrationen von Franz von Bayros erschienene Ausgabe als die erste deutsche Übersetzung angesehen, auf die zahllose weitere Ausgaben folgten. Sie wurden alle indiziert und als unzüchtig beschlagnahmt. Noch 1964 wurde vom Verleger Kurt Desch eine limitierte Luxusausgabe aufgelegt, die ebenfalls wegen Verbreitung pornographischer Schriften nach § 184 StGB indiziert wurde. Dagegen prozessierte der Verleger. Die Indizierung wurde noch 1968 von einem Münchener Gericht bestätigt. Erst am 22. Juli 1969 entschied der Bundesgerichtshof, „dass Fanny Hill zwar ein Werk der erotischen Literatur, aber keine unzüchtige Schrift sei“.
Seitdem darf das Werk in Deutschland frei verkauft werden. Es erlebt häufig eine Neuauflage und ist auch als Hörbuch erhältlich.

## Handlung

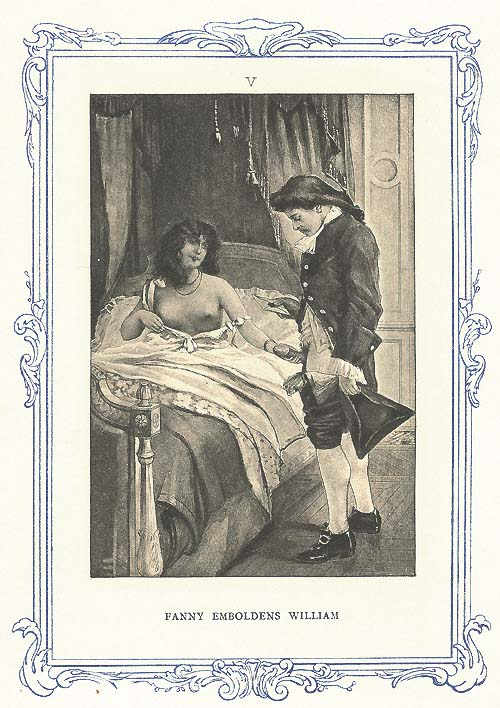
Illustration von Paul Avril

Der Roman besteht aus zwei langen Briefen, in denen Fanny Hill, nun glückliche Ehefrau eines geliebten Gatten, einer Freundin rückblickend ihren Lebensweg schildert. Sie hebt dabei immer wieder hervor, dass sie alle erotischen Erlebnisse und Leiden nicht zur Erregung, sondern zum Lob der Tugend schildere, da nur eine Heirat aus Liebe Glück sowie wirkliche körperliche und geistige Erfüllung bedeute.
Fanny schildert, wie sie als Waisenkind mit fünfzehn Jahren von Kent nach London kommt, wo sie von einer Kupplerin aufgenommen wird, die Fanny zur Prostituierten machen will. Fanny wird allerdings von dem jungen Gentleman Karl aus dem Bordell gerettet und mit der wirklichen – körperlichen und seelischen – Liebe bekannt gemacht. Als Karl jedoch von seinem Vater in Geschäftsdingen nach Übersee entsandt wird, steht Fanny wieder alleine da und wird nun tatsächlich zur Prostituierten, um zu überleben. Vorübergehend kommt sie als Mätresse eines reichen Mannes unter, wird von diesem jedoch davongejagt, als er sie dabei ertappt, wie sie ihn mit seinem Laufburschen betrügt. Längere Zeit kommt sie im Etablissement einer Mrs. Cole unter, die ein als Putzmacherladen getarntes Edelbordell betreibt. Obwohl Fanny hier beträchtliche erotische Künste entwickelt, auf diese Weise zahlreiche, besonders ältere Kunden erfreut und auch selbst durchaus an ihrer Arbeit Gefallen findet, vergisst sie nie ihren geliebten Karl. Endlich hinterlässt ihr ein älterer Kunde und Junggeselle sein beträchtliches Vermögen sowie die Einsicht, dass geistige Genüsse noch höher einzustufen seien als körperliche. Karl heiratet nach seiner Rückkehr Fanny und sie kann das Bordell verlassen.